# The World We Live In and Live in Hamburg
The World We Live In And Live In Hamburg es un concierto del grupo inglés de música electrónica, Depeche Mode (David Gahan, Martin Gore, Alan Wilder, Andrew Fletcher), dirigido por Clive Richardson publicado en formato de videocinta en 1985.
Como en su nombre dice, El mundo en que vivimos y en vivo en Hamburgo, contiene un concierto de 1984 en la ciudad de Hamburgo, Alemania, correspondiente a la gira Some Great Tour con motivo del álbum Some Great Reward del mismo año.
Fue en realidad su primer álbum en concierto, salvo que no tuvo edición en disco. Se publicó tanto en VHS como en Betamax.

## Edición europea
| The World We Live In and Live in Hamburg |                                                                                                   |          |  |
| N.º                                      | Título                                                                                            | Duración |  |
| 1.                                       | «Something to Do» (en vivo en Hamburgo en 1984; incluye intro instrumental de Master and Servant) |          |  |
| 2.                                       | «Two Minute Warning» (en vivo en Hamburgo en 1984)                                                |          |  |
| 3.                                       | «If You Want» (en vivo en Hamburgo en 1984)                                                       |          |  |
| 4.                                       | «People Are People» (en vivo en Hamburgo en 1984)                                                 |          |  |
| 5.                                       | «Leave in Silence» (en vivo en Hamburgo en 1984, en su versión larga)                             |          |  |
| 6.                                       | «New Life» (en vivo en Hamburgo en 1984)                                                          |          |  |
| 7.                                       | «Shame» (en vivo en Hamburgo en 1984)                                                             |          |  |
| 8.                                       | «Somebody» (en vivo en Hamburgo en 1984)                                                          |          |  |
| 9.                                       | «Lie to Me» (en vivo en Hamburgo en 1984)                                                         |          |  |
| 10.                                      | «Blasphemous Rumours» (en vivo en Hamburgo en 1984)                                               |          |  |
| 11.                                      | «Told You So» (en vivo en Hamburgo en 1984)                                                       |          |  |
| 12.                                      | «Master and Servant» (en vivo en Hamburgo en 1984)                                                |          |  |
| 13.                                      | «Photographic» (en vivo en Hamburgo en 1984)                                                      |          |  |
| 14.                                      | «Everything Counts» (en vivo en Hamburgo en 1984)                                                 |          |  |
| 15.                                      | «See You» (en vivo en Hamburgo en 1984)                                                           |          |  |
| 16.                                      | «Shout!» (en vivo en Hamburgo en 1984)                                                            |          |  |
| 17.                                      | «Just Can't Get Enough» (en vivo en Hamburgo en 1984)                                             |          |  |

Créditos
Clive Richardson - dirección
David Gahan - vocales
Martin Gore - teclados, vocales y percusión
Alan Wilder - teclados, apoyo vocal y percusión
Andrew Fletcher - teclados, apoyo vocal y percusión
Melissa Stokes - producción
La mayoría de canciones fueron compuestas por Martin Gore, excepto Two Minute Warning e If You Want que fueron compuestas por Alan Wilder, así como New Life, Shout!, Photographic y Just Can't Get Enough que fueron compuestas por Vince Clarke.

### Edición americana
La edición americana del material fue más corta que la europea, solamente con once de los diecisiete temas.

| The World We Live In and Live in Hamburg |                                                                                          |          |  |
| N.º                                      | Título                                                                                   | Duración |  |
| 1.                                       | «Something to Do» (en vivo en Hamburgo en 1984)                                          |          |  |
| 2.                                       | «If You Want» (en vivo en Hamburgo en 1984)                                              |          |  |
| 3.                                       | «People Are People» (en vivo en Hamburgo en 1984)                                        |          |  |
| 4.                                       | «Somebody» (en vivo en Hamburgo en 1984)                                                 |          |  |
| 5.                                       | «Lie to Me» (en vivo en Hamburgo en 1984)                                                |          |  |
| 6.                                       | «Blasphemous Rumours» (en vivo en Hamburgo en 1984)                                      |          |  |
| 7.                                       | «Told You So» (en vivo en Hamburgo en 1984)                                              |          |  |
| 8.                                       | «Master and Servant» (en vivo en Hamburgo en 1984)                                       |          |  |
| 9.                                       | «Photographic» (en vivo en Hamburgo en 1984; no aparece acreditada en la caja del vídeo) |          |  |
| 10.                                      | «Everything Counts» (en vivo en Hamburgo en 1984)                                        |          |  |
| 11.                                      | «Just Can't Get Enough» (en vivo en Hamburgo en 1984)                                    |          |  |

## Datos
- El título del videocasete fue tomado de la letra de la canción Somebody cambiando algunas palabras (...about the world we live in and life in general...).
- La curiosidad del material es que de la gira Some Great Tour se realizaron dos conciertos en la ciudad de Hamburgo, el 9 y el 14 de diciembre de 1984, pero no se indicó cual de los dos es el que se publicó, aunque lo más probable es que sea material de ambas fechas, como todos los álbumes en vídeo posteriores.
- La interpretación de Photographic de éste concierto se incluyó también en el videocasete Some Great Videos de ese mismo año.
- En esos conciertos se tocaron también los temas Puppets y Ice Machine de Clarke, pero no se incluyeron en el material en vídeo, aunque nunca fue aclarado el motivo de la omisión.

En América y en Japón, el concierto The World We Live and Live in Hamburg apareció también en formato digital de Laserdisc. Para Norteamérica, sólo esta edición contiene la introducción.
En 1999 se republicó en Europa la edición de 17 canciones, nuevamente en videocasete. Fue un relanzamiento, no una nueva edición, y de los dos últimos materiales de Depeche Mode destinados exclusivamente a formato de videocinta, junto con el relanzamiento ese mismo año también del álbum en vídeo Devotional. No se ha publicado en formato digital.